# 島田宿大井川川越遺跡

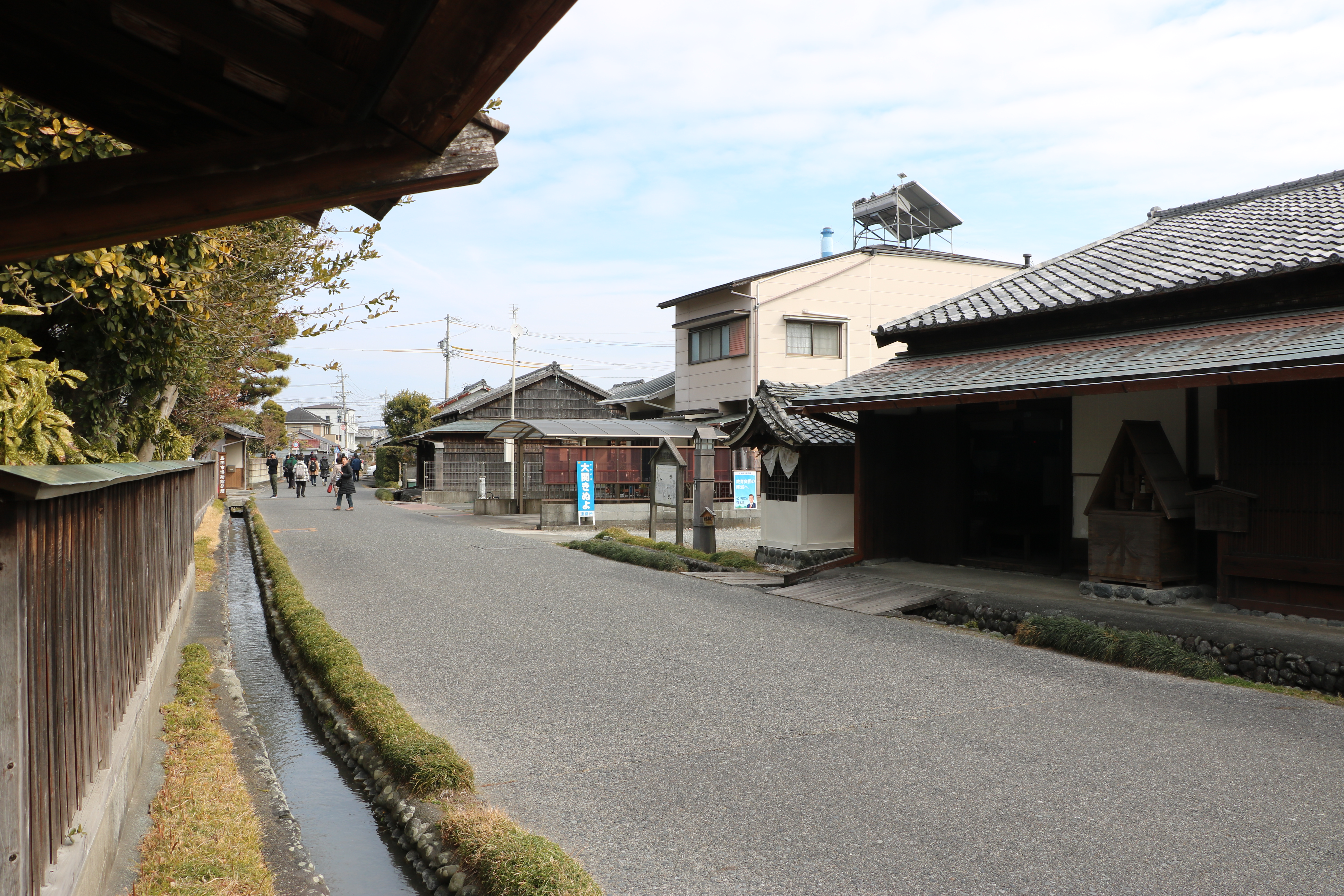
川越遺跡の番宿街。2018年2月10日撮影

島田宿大井川川越遺跡（しまだしゅくおおいがわかわごしいせき）とは、静岡県島田市にある国指定の史跡である。
川会所をはじめとする施設等20か所および施設のある街道が史跡に含まれる。

## 概要

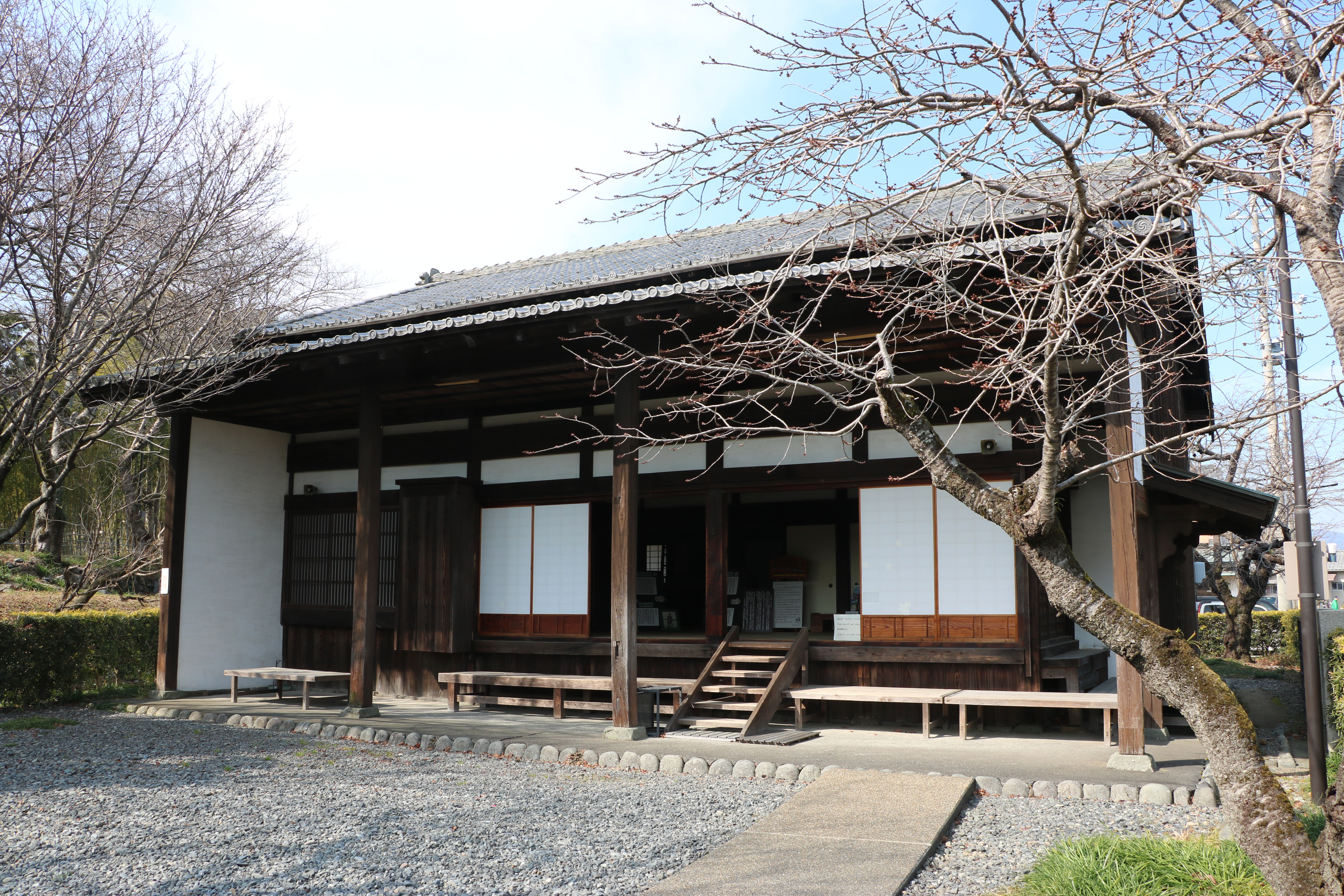
川越遺跡の川会所。2018年2月10日撮影

島田宿大井川川越遺跡の「川越」とは、大井川の川越制度に由来しており、1966年（昭和41年）8月1日に国の史跡に指定された（昭和41年文化財保護委員会告示第60号）。1970年（昭和45年）から1982年（昭和57年）にかけて、川会所の移築復元、札場、仲間の宿、二番宿などの復元が行われており、市による発掘調査が並行して実施されている。また、文化財指定後の市による調査結果から、史跡の一部追加指定および指定誤りによる一部指定解除が2014年（平成26年）3月18日に実施された。

## 沿革

### 川越制度

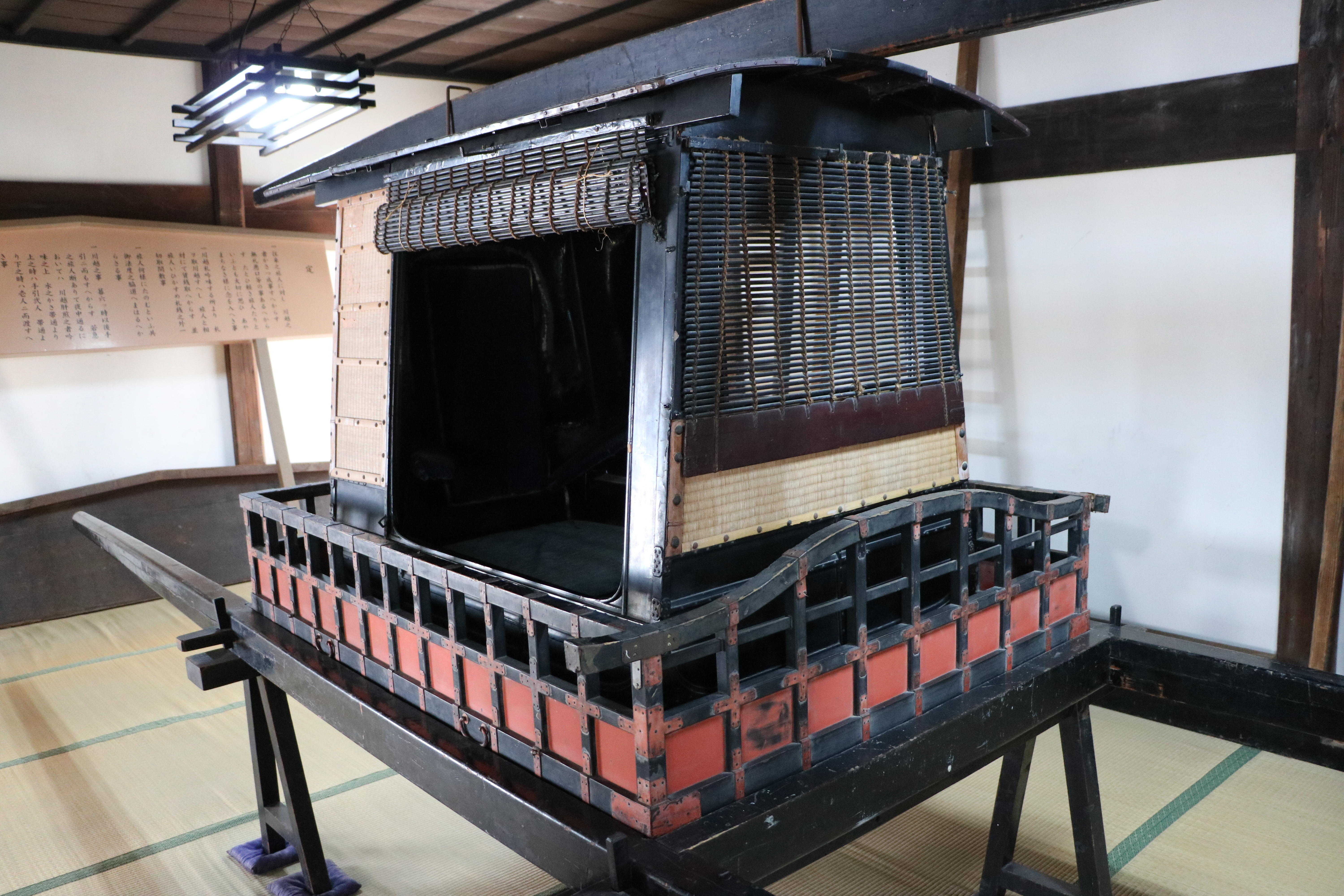
川越しに使用された大高欄連台。2018年2月10日撮影

徳川家康が征夷大将軍となった慶長8年（1603年）以降に、諸街道は江戸防衛の要所として大井川の渡船、架橋を禁じられて「渡渉制度」が施されるようになった。渡渉制度の当初は、一般の旅人と川越人足との話し合いで比較的自由に賃銭を決めていた。そのため、わざと深い所を通って高い賃銭を取る川越し無作法が横行していた。
寛文5年（1665年）、川越賃銭の具体的取り決めを示す高札が出され、水の深さで問屋方で賃銭を定め、これより多く取ってはならないことや、川越しの者が渡す時は番人がつくことが定められた。翌年には川越し無作法を取り締まるための川目代が置かれ、その後も渡渉の統制化が強化されていった。
元禄9年（1696年）に川越業務が問屋場から独立し、川庄屋が任命される。この時に川会所も設立され、運営上必要な組織が次々と作られた。
明治3年（1870年）、太政官布令により、河川の渡船や架橋が許されると同時に渡渉制度は廃止となった。

### 史跡指定と保護活動
1966年（昭和41年）8月1日、川越制度に関する遺跡として島田宿大井川川越遺跡（しまだしゅくおおいがわかわごしいせき）の名称で国の史跡に指定された。
2015年（平成27年）3月、島田市教育委員会により「島田宿大井川川越遺跡保存管理計画」が策定された。計画では、川越遺跡の価値を明確にし、現状と課題を整備するとしたうえで、適切な保存管理のための整備活用に関する方針が示されている。

## 施設

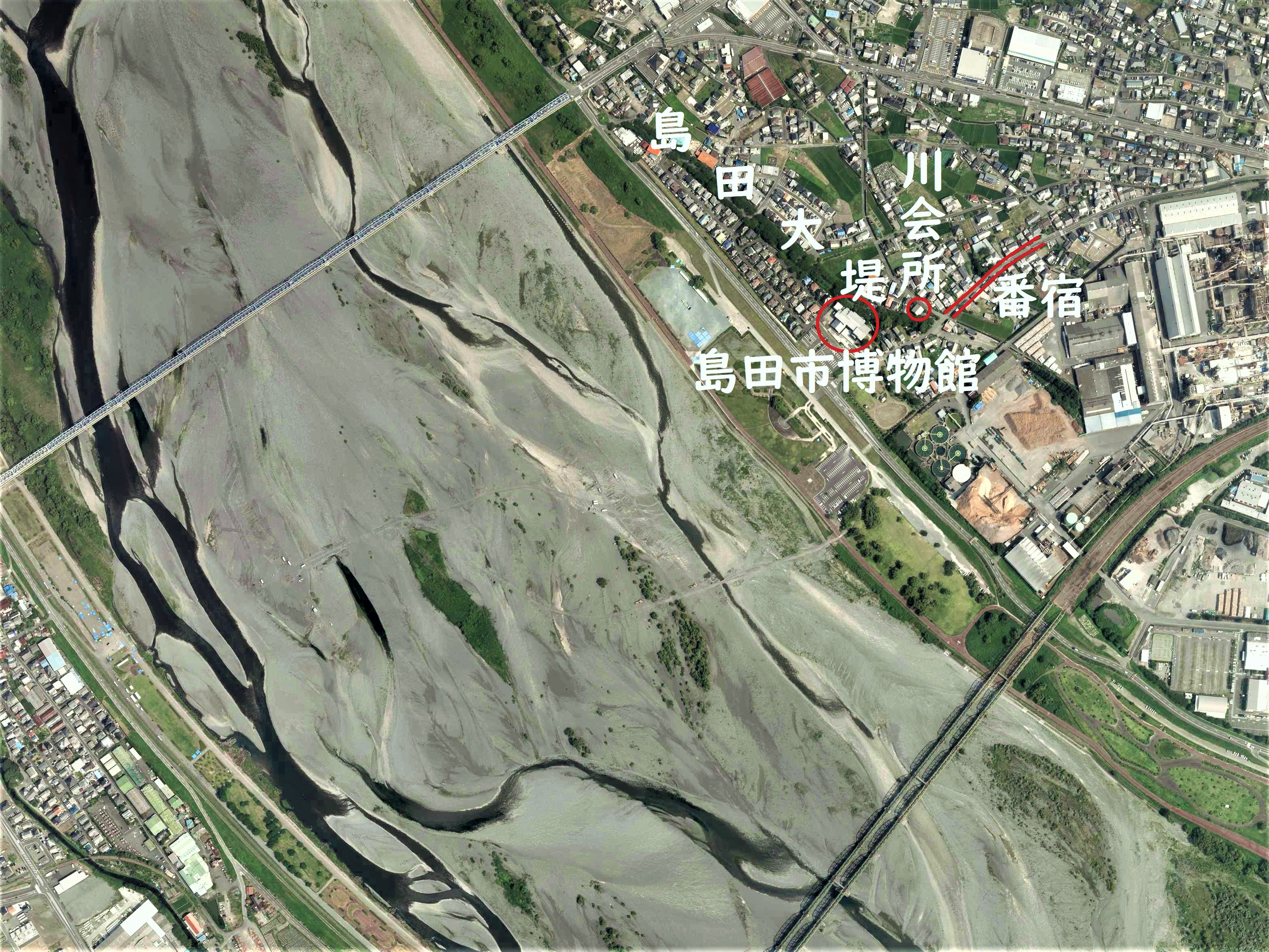
島田宿大井川川越遺跡周辺の空中写真。
（2013年8月10日撮影）

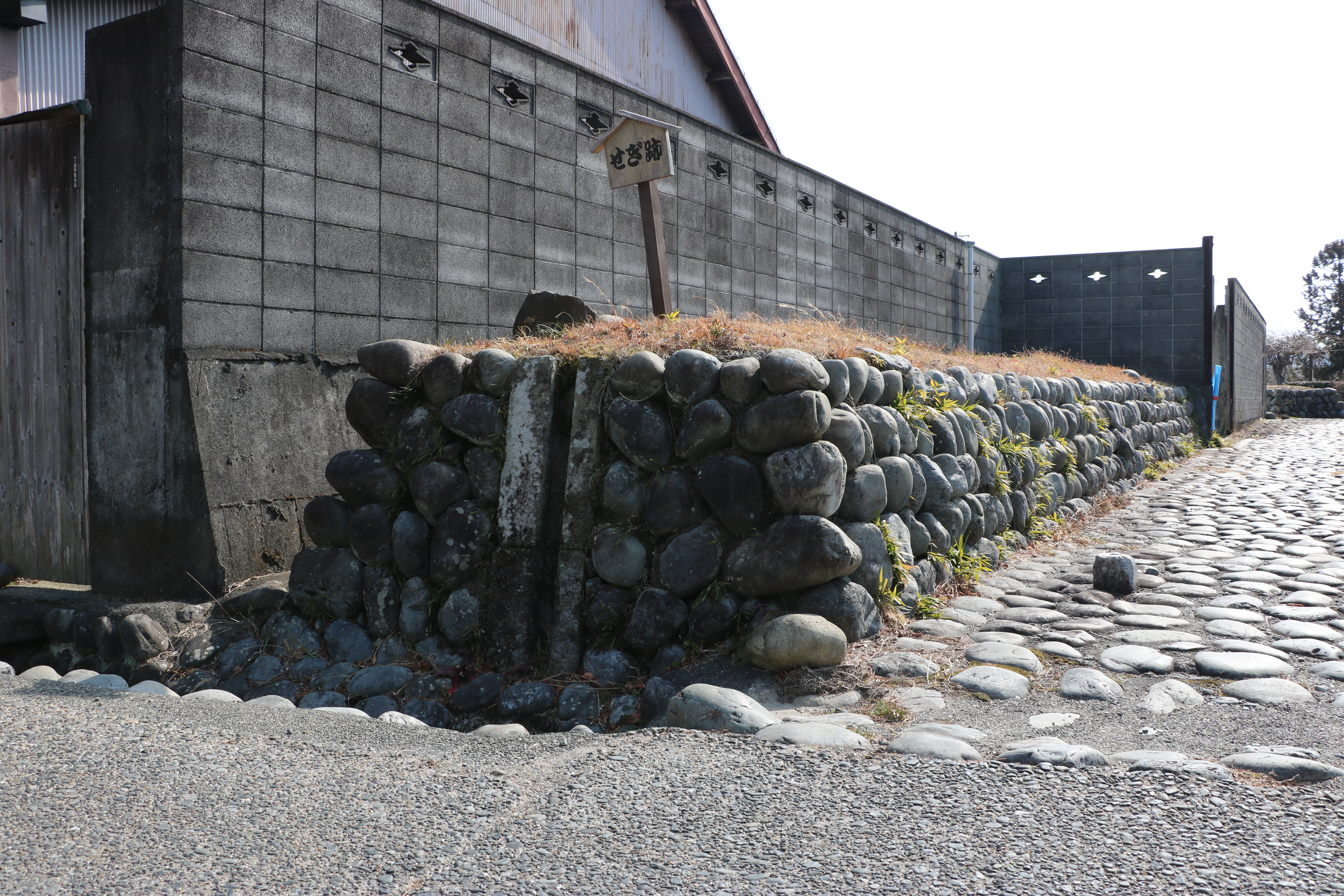
せぎ跡。増水時ここで水を食い止めた。2018年2月10日撮影

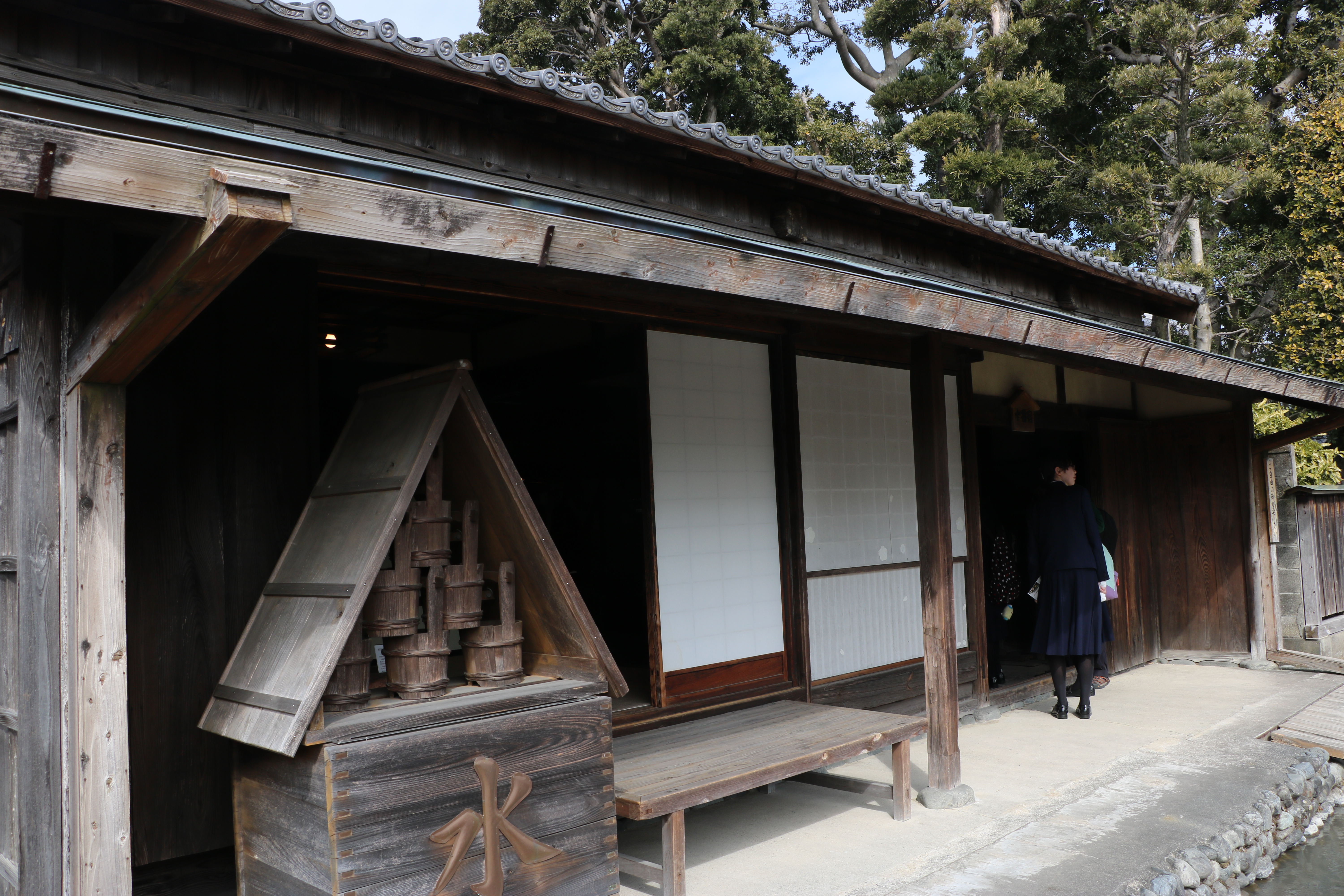
番宿。2018年2月10日撮影

島田宿川越遺跡の施設は、主に川会所、札場、立合宿、番宿がある。
- 川会所 - 川越制度全体の取り仕切り、川越の料金設定、川札の販売を行う役所[9]。
- 札場 - 人足が川札を換金する場所[10]。
- 立合宿 - 立会人・陸取り・年寄・口取などと呼ばれる高齢になった川越人足が集う場所。立会人は島田宿に来た人の案内など、川越しにともなう陸上での様々な仕事を行った。立会宿のほか、仲間の宿、口取宿とも呼ばれる[10]。
- 番宿 - 一番から十番までの十組に分かれた人足の待機場所として使われていた。二番宿、三番宿、六番宿、十番宿は復元された[11]。